# Tour della nazionale maschile di rugby a 15 della Francia 1984
Nel 1984, la nazionale francese di rugby a 15 torna in nuova Zelanda a cinque anni dallo storico tour del 1979. Questa volta però non riesce a ripetere il successo del 14 luglio 1979 e perde entrambi i match con gli All Blacks

## Risultati
Sistema di punteggio: meta = 4 punti, Trasformazione=2 punti .Punizione e calcio da mark=  3 punti. drop = 3 punti. 
| New Plymouth 2 giugno 1984 | Taranaki | 18 – 30 | Francia XV | Rugby Park |

| Blenheim 6 giugno 1984 | Marlborough | 9 – 36 | Francia XV | Lansdowne Park |

| Wellington 9 giugno 1984 | Wellington | 18 – 38 | Francia XV | Athletic Park |

| Dunedin 12 giugno 1984 | Otago | 10 – 20 | Francia XV | Carisbrook |

| Arbitro: | W. Jones |

| |            | |
| mete: Taylor c.p.: Hewson 2 | Marcatori  | mete: Blanco trasf.: Lescarboura Drop: Lescarboura |
| 15 Allan Hewson 14 John Kirwan, 11 Bruce Smith 13 Steve Pokere, 12 Warwick Taylor 10 Wayne Smith, 9 Andy Donald 8 Murray Mexted, 7 Jock Hobbs, 6 Mark Shaw 5 Andy Haden, 4 Gary Whetton 3 Gary Knight, 2 Andy Dalton (c), 1 John Ashworth | Formazioni | 15 Serge Blanco 14 Patrice Lagisquet, 11atrick Esteve 13 Didier Codorniou, 12 Philippe Sella 10 Jean Patrick Lescarboura, 9 Pierre Berbizier 8 Jean-Charles Orso, 7 Jean-Luc Joinel, 6 Laurent Rodriguez 5 Jean Condom, 4 Francis Haget 3, Jean Pierre Garuet, 2 Philippe Dintrans (c), 1 Pierre Dospital |

| Napier 19 giugno 1984 | Hawke's Bay | 18 – 40 | Francia XV | McLean Park |

| Arbitro: | W. Jones |

| |            | |
| mete: Dalton, B. Smith Taylor trasf.: Hewson 2 c.p.: Hewson 5 | Marcatori  | mete: Bonneval Lescarboura 2 c.p.: Lescarboura 2 |
| 15 Allan Hewson 14 John Kirwan, 11 Bruce Smith 13 Steve Pokere, 12 Warwick Taylor 10 Wayne Smith, 9 Andy Donald 8 Murray Mexted, 7 Jock Hobbs, 6 Mark Shaw 5 Andy Haden, 4 Gary Whetton 3 Gary Knight, 2 Andy Dalton (c), 1 John Ashworth | Formazioni | 15 Serge Blanco 14 Patrice Lagisquet, 11atrick Esteve 13 Didier Codorniou, 12 Philippe Sella 10 Jean Patrick Lescarboura, 9 Pierre Berbizier 8 Jean-Luc Joinel, 7 Jacques Gratton, 6 Laurent Rodriguez 5 Jean Condom, 4 Francis Haget 3, Jean Pierre Garuet, 2 Philippe Dintrans (c), Pierre Dospital sostituti: 16 Eric Bonneval, |

| Pukekohe 26 giugno 1984 | Counties | 24 – 33 | Francia XV |  |